# 荒木隆司 (ドワンゴ)
荒木 隆司（あらき たかし、1957年 - ）は、日本の実業家。株式会社インテラセット代表取締役。エイベックス・グループ・ホールディングス株式会社（現：エイベックス株式会社）代表取締役専務、エイベックス・インターナショナル・ホールディングス株式会社代表取締役社長、株式会社ドワンゴ代表取締役社長を歴任。

## 略歴
- 1981年3月 - 京都大学経済学部卒業[1][2]。
- 1981年4月 - 株式会社東京銀行(後の東京三菱銀行、その後三菱東京UFJ銀行を経て現：三菱UFJ銀行)入行。
- 1991年9月 - スパークス投資顧問株式会社 (現：スパークス・グループ) 入社。
- 1992年5月 - スパークス投資顧問株式会社取締役
- 1995年1月 - 株式会社インテラセット設立、代表取締役[3]
- 1998年7月 - 株式会社キャピタルマネジメント（現：株式会社キャピタルアーツ）設立、代表取締役
- 2002年7月 - 株式会社ラ・マルカ設立、代表取締役
- 2004年
  - 9月 - エイベックス株式会社上級執行取締役
  - 10月 - 株式会社エイベックス マネジメント サービス代表取締役社長
- 2005年4月 - エイベックス ネットワーク株式会社代表取締役社長
- 2006年12月 - 株式会社ドワンゴ取締役。
- 2009年5月 - エイベックス・グループ・ホールディングス株式会社（現：エイベックス株式会社）代表取締役専務
- 2010年4月 - エイベックス・インターナショナル・ホールディングス株式会社代表取締役社長
- 2012年
  - 7月 - 株式会社ドワンゴCOO最高執行責任者
  - 12月
    - 株式会社ドワンゴ代表取締役社長
    - 株式会社ドワンゴモバイル取締役[4]。
    - 株式会社スパイク・チュンソフト取締役
- 2013年
  - 3月 - 株式会社スマイルエッジ取締役
  - 11月 - 株式会社ドワンゴ・ユーザーエンタテインメント取締役
  - 12月 - 株式会社MAGES.取締役
- 2014年
  - 10月 - カドカワ株式会社取締役
  - 12月 - 株式会社バンタン取締役
- 2015年6月 - 株式会社KADOKAWA取締役
- 2016年4月 - 学校法人角川ドワンゴ学園専務理事[5]。
- 2019年
  - 2月 - 業績悪化によるグループ再編によりKADOKAWAグループ各役職から辞任。株式会社KADOKAWA顧問に就任。
  - 10月 - 日本テーマパーク開発株式会社社外取締役